# Wacław Bałuk
Wacław Andrzej Bałuk (ur. 1935, zm. 26 stycznia 2022) – polski geolog, profesor doktor habilitowany nauk o Ziemi, profesor Wydziału Geologii Uniwersytetu Warszawskiego, specjalista w zakresie paleontologii i paleozoologii bezkręgowców.

## Życiorys
Absolwent VI Liceum Ogólnokształcącego im. Tadeusza Reytana w Warszawie (matura 1952, uczęszczał do jednej klasy z przyszłym geologiem Andrzejem Radwańskim, z którym później ściśle współpracował naukowo). Ukończył studia wyższe na Wydziale Geologii Uniwersytetu Warszawskiego (1957). 7 marca 1966 uzyskał stopień naukowy doktora na podstawie rozprawy Miocen kotliny Sądeckiej (promotor Józef Gołąb), a 12 stycznia 1976 habilitację na podstawie monografii Lower Tortonian gastropods from Korytnica, Poland (tytuł polski: Ślimaki dolnotortońskie z Korytnicy). 1 marca 1994 otrzymał tytuł profesora nauk o Ziemi.
Wieloletni Kierownik Zakładu Paleontologii na Wydziale Geologii Uniwersytetu Warszawskiego, sprawował tę funkcję przez 30 lat. Redaktor naukowy książki Bezkręgowce kopalne autorstwa Ulricha Lehmanna i Gero Hillmera, przetłumaczonej na język polski przez Józefa Kaźmierczaka i opublikowanej przez Wydawnictwa Geologiczne (1991). W 2005 przeszedł na emeryturę, lecz był w dalszym ciągu aktywny naukowo; ostatnią publikację ogłosił w 2018.
Został pochowany na cmentarzu w Konstancinie-Skolimowie przy ul. Chylickiej.